# Literatura em asturiano
Literatura em asturiano é o nome dado à literatura escrita nessa língua.
Geralmente, emprega-se esse nome para referir-se à literatura escrita em asturiano tanto nas Astúrias quanto em León ou Miranda. Por sua vez, literatura em leonês faz referência apenas à literatura escrita no asturiano de Leão.

## Começos e Literatura oral
Ainda que o primeiro texto em asturiano seja do século X, Nodicia de Kesos, e o primeiro texto legal do que se tem constância seja o Fueru d'Avilés, do século XII, apenas alguns séculos depois é que tem notícia da primeira criação em literatura escrita.
A literatura oral, de transmissão oral, têm suas raízes na Idade Média e compõe-se fundamentalmente de canções e romances, ainda hoje presentes na tradição oral das Astúrias, León e Miranda do Douro e recompilados em cancioneiros, como o Cancionero musical de la lírica popular asturiana de Eduardo Martínez Torner muitas das quais ainda cantaroladas entre as pessoas mais velhas. À sua recuperação consagram-se não apenas trabalhos, senão programas de televisão como o programa recorde na Televisión Pública Asturiana, Camín de Cantares.

## Barroco

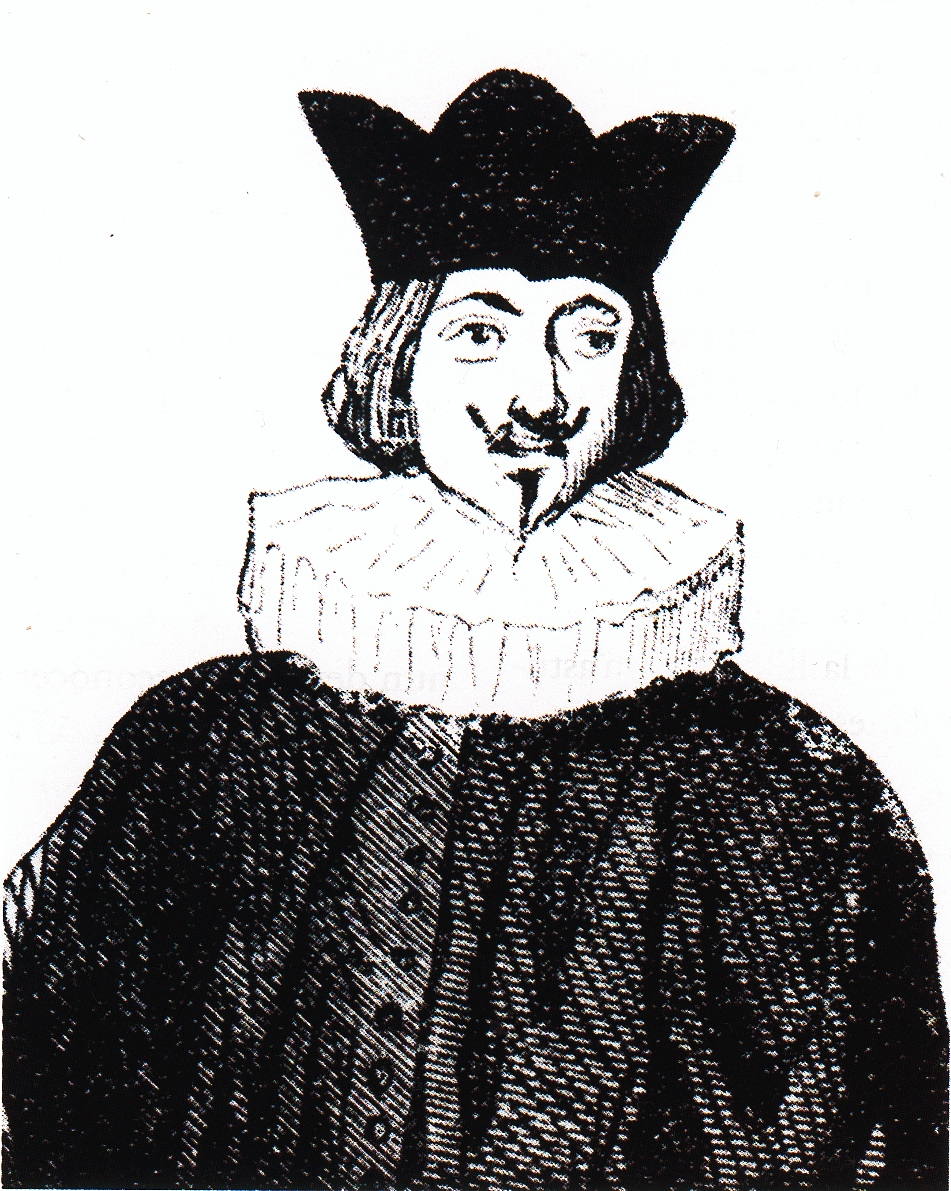
Retrato idealizado de Marirreguera feito no século XIX

O primeiro texto literário propriamente dito do qual se tem notícia é o Pleitu ente Uviéu y Mérida poles cenices de Santolaya do clérigo Antón de Marirreguera, que data de 1639 e expõe a argumentação de seu autor em favor do retorno das cinzas de Santa Eulália para a capital asturiana. Antón de Marirreguera (1600-1662)converte-se assim no primeiro escritor conhecido em língua asturiana e leva a literatura nesse idioma ao Barroco. Começam a ser cultivados os temas cultos: as obras poéticas são de caráter religioso (Pleitu ente Uviéu y Mérida) ou retomam a tradição greco-latina, como Dido y Eneas ou Píramo y Tisbe. Além disso, surge o teatro no qual não só há denuncia senão também uma tomada de consciência para com a situação da língua. Por exemplo, na obra teatral L'Alcalde, de Marirreguera, ridiculariza-se a um personagem que fala em castelhano para obter uma boa posição social.
Destaca, na sua obra uma peça de teatro que intitulada Diálogu Políticu que iniciaria um gênero próprio da literatura asturiana de nome homônimo, que vem a colocar na boca dos personagens as idéias e as críticas políticas, também de inspiração greco-romana, assemelhando-se ao tratamento em forma de diálogo que Platón deu a sua filosofia. Esse caminho, seria trilhado posteriormente por otros autores que veriam no uso de personagens populares para falar de política uma maneira de levar suas idéias ao povo.
Outro autor do Barroco Asturiano, foi Bernaldo de Quirós, militar de carreira nomeado pela Junta General do Principado para ajudar ao Rei Felipe V. Dele se conhece apenas um poema de extraordinárias dimensões: Pictures del Caballu.
Destaca-se nessa primeira etapa a origem social de classes superiores das quais são oriundos ambos os autores, em oposição ao que sucederia depois. São as elites locais as que se expressam em língua asturiana tais como padres, nobres e militares de estratos privilegiados. 
Durante essa época, infelizmente, nem em León nem em Miranda de Douro apareceu nenhum escritor nesses séculos e a situação do idioma continuou, assim, presa ao terreno do oral; continuando a mesma dinâmica dos séculos obscuros. É de se destacar a coincidência em apenas 20 anos desde o surgimento do primeiro autor em asturiano e a inauguração da Universidade de Oviedo, com o ambiente intelectual que engendra. Não é de se estranhar, então, que o primeiro poema dessa língua seja editado ou conhecido por ter sido o vencedor de um concurso de poesia realizado em Oviedo

## A Ilustração Asturiana ouLa Xeneración del Mediu Sieglu

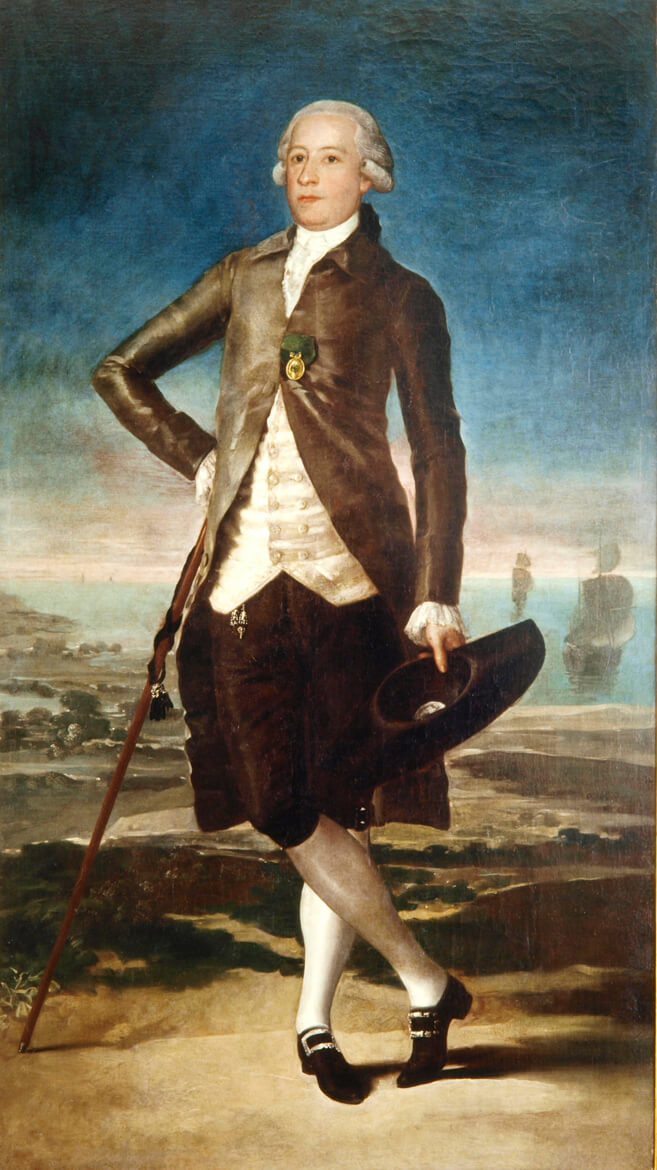
Xovellanos: um defensor da língua asturiana, de seu estudo e dignificação; foi ele quem propôs a criação de uma Academia.

Após o Barroco, abre-se um grande período para a literatura asturiana, que é coincidente com a ilustração, um período de grande desenvolvimento intelectual e literário com respeito aos séculos passados. Aqui, a literatura asturiana revive ao abrigo da figura de Xovellanos, grande intelectual asturiano daquela época e de reconhecimento tanto nas própria Astúrias quanto fora do Principado. Foi o articulador de um grupo de escritores ilustrados que poderiam ser considerados parte de uma mesma generação em virtude das similitudes políticas, etárias e sociais.
Gaspar Melchor de Xovellanos, foi o principal promotor da literatura asturiana de sua época e um defensor da criação da Academia Asturiana de les Bones Lletres, que  seria fechada em 1919 para depois restabelecer-se em 1981 com o nome de Academia de la Llingua Asturiana. Entre as contribuições de Xovellanos à literatura, destacam-se as "instruções" para a criação de uma norma comum e a compilação de um dicionário, uma gramática e uma ortografia do asturiano. Um poema anônimo, chamado Señor Conde Campumanes e datado de 1781, costuma ser atribuído a ele. O grupo que o rodeava começa a promover a defesa da língua e dar-lhe o devido valor. Surge então certa angústia pela situação da língua e uma necessidade de dotá-la de instrumentos que encaminhem seu futuro e que façam valer uma normatização da mesma. É por isso que o mesmo Xovellanos propôs a criação de uma Academia com o intuito de normatizar e reunir a riqueza do idioma.
"Ye la llingua viva del nuesu pueblu; mamámosla toos, por dicilo asina, cola primer lleche; va pasando tradicionalmente de padres a fíos y continúase de xeneración en xeneración...Con un cartón y un llápiz a mano, en casa, na cai, en paséu, en campu, podemos arriquecer tolos díes esta preciosa ayalga"
Bruno Fernández Cepeda é outro dos escritores da ‘’Xeneración del Mediu sieglu’’. Sabe-se que era professor de latim e clérigo. Dele conservam-se apenas três poemas: La enfermedá, Felicitación d'unos díes e Bayura d'Asturies.
Xosefa Xovellanos, irmã de Gaspar de Xovellanos, é o primeiro nome feminino que soa na literatura asturiana e nos temas de seus poemas encontram-se elementos que definem a corrente ilustrada: a crítica às desigualdades sociais ou a denúncia do comportamento da camada nobre. Conservam-se dela os poemas: Carta, Preparativos pa la proclamación de Carlos IV n'Uviéu, La proclamación de Carlos IV, Fiestes a Xovellanos e  Les esequies de Carlos III.
Anón Balvidares Argüelles
Conservam-se dele apenas três obras: Diálogu Políticu, L'entierru del callóndrigu Reguero e El misteriu de la Trinidá y vida de Xesucristu nos quais estão presentes algumas idéias ilustradas junto a uma forte devoção cristã.
No tocante à origem social dos escritores, continua sendo parte dos setores mais cultos e econômica e politicamente mais poderosos da sociedade asturiana. A ilustração, nas Astúrias, dá um giro “asturianizante” e aproxima-se al uso da língua fazendo dela uma ferramenta a mais de sua linha de pensamento. As obras estão mais longes do povo, possuem menos inclinação popular e mais erudita e não se sabe se tinham o apreço popular.

## O século XIX
Em 1839 espublízase em Oviedo a Colección de poesías en dialecto asturiano uma antologia preparada por Xosé Caveda y Nava que reúne a obra mais importante dos escritores asturianos dos séculos anteriores e vários poemas próprios. A aparição desse livro faz com que muitos jovens se animem a escrever uma obra que quer espelhar os costumes do povo na sua própria língua. Também se destaca nessa época a figura de Xuan Xunquera que redige a Gramática asturiana codificando as regras gramaticais do idioma. Poetas como Domingo Hevia, Benito Canella, Xosé Caveda, Teodoro Cuesta, Xuan María Acebal, Xosé María Flórez y González, Xosé Napoleón Acebal y Nolón são nomes de poetas e dramaturgos da época destacando-se Enriqueta González Rubín como narradora.

### Miranda do Douro
O século XIX é também o do nascimento da literatura em mirandês, a variedade falada em Portugal da língua asturiana. Em 1884 o filólogo e escritor José Leite de Vasconcellos  publica aquele que terá a honra de ser o primeiro livro nessa variante do asturiano: Flores Mirandesas, de caráter poético e é um conjunto de oito poemas. O autor, que não era mirandês, reconhece suas limitações e a obra tem mais valor histórico que literário. Talvez seja essa uma causa para que a atual normativa empregada em Miranda do Douro seja de inspiração portuguesa.
Nessa época, em Miranda, são comuns as traduções com o objetivo de esta fixar uma base escrita para a língua. É o próprio José Leite de Vasconcellos, quem traduz alguns dos poemas de Camões aos quais dá o nome de Camoniana Mirandesa. Outro tradutor é Manuol Sardina, padre que escreveu na última década do século XIX; são conhecidas duas traduções de grande qualidade: um poema de Camões e outro de Antero de Quental
De qualquer maneira, o mais destacado dessa época é Bernardo Fernandes Monteiro, natural de La Pruoba, foi o principal escritor de mirandês no século XIX. É vultoso o trabalho de tradução de algumas obras fundamentais para o mirandês: Ls Quatro Eibangeilhos; la Carta de San Paulo als Coríntios, um soneto de Camões; o conto L cirujon de l Senhor Abade original de Manuel Ferreira Deusdado. Dessa Carta de São Paulo e dos quatro evangelhos, apenas algumas partes foram publicadas na   Revista de Educação e Ensino, no periódico O Mirandês, e no periódico O Reporter, mesmo passando com a obra de Manuel Ferreira Deusdado Escorços Transmontanos.
Fernandes Monteiro é também quem iniciou a prosa em mirandês, publicando no periódico O Mirandez os primeiros contos originais escritos em mirandês: La Despedida, Mala Bida e Deixai Casar l Rapaç além do poema L Cántaro de Juana.
Outros autores são Francisco Meirinhos de quem apenas se conhece um poema La nina ainda que se saiba que escrevia poesia; e Francisco Garrido Brandon que começa a produção teatral mirandesa e conecta temas da literatura de Miranda do Douro com os das Astúrias em uma peça que leva o nome de Sturiano i Marcolfa, escrita em mirandês, galego e castelhano.

### Conjunto
Afora isso, as literaturas das Astúrias e de Miranda, e as comunidades de falantes não entram em contacto e não há intercâmbio de impressões ou pareceres do que sucede de um lado a outro do domínio lingüístico. A literatura asturiana e a mirandesa dão as costas uma à outra e vão elaborando-se dois padrões de fato. Isso será sentido na língua escrita: o asturiano, mais ligado ao castelhano ainda que com algumas características diferentes como o emprego da letra X ou o uso da apóstrofe e o mirandês, mais ligado ao português. O que vai marcar totalmente a evolução dos dois focos. León, por então continua sem produção escrita e a língua vai se abrindo em grandes partes do território isolando-se no Norte e no Oeste.

### Autores destacados
Xosé Caveda y Nava
É dúbio o referencial literário para as gerações futuras, tanto pelos poemas que escreve como pelo seu afã recompilador. Seus poemas versam sobre diversos temas; histórico: La Batalla de Cuadonga; de tradição popular: Los enamoraos de l'aldea, La Paliza, La vida de l'Aldea; de caráter sentimental: El Neñu enfermu; de caráter escatológico: La defensa del peu.
Xuan María Acebal 
Escritor destacadíssimo que mereceu o título de Príncipe de los Poetes entre os contemporâneos. Sua obra não é muito extensa, mas representa o apogeu poético do século XIX asturiano, podendo ser classificada tematicamente da seguinte maneira: Poesia religiosa: A María Inmaculada, Al niñín Jesús, Venite ad me, A maría y Refugium peccatorum; de caráter paisagístico: Cantar y más cantar, La fonte de Fascura, La vida del aldeanu; outros: L'ahmor del hogar, A so maxestá la reina Sabel Segunda y Arreglu de cuentes.
Também verteu para o asturiano três odes de Horácio Beatus ille, Maeccenas atavis e Cum tu, Lydia, Telephi
Teodoro Cuesta
Representa a corrente popular, e é o poeta mais conhecido e influente. Escreve seus primeiros poemas sob os ensinamentos de Caveda, de quem toma o título genérico para eles de La vida de l'aldea. Em sua extensa obra encontramos poesia satírica, de costumes, religiosa e de circunstâncias.

### Origem social e difusão popular
A literatura asturiana entronca agora com correntes de pensamento político, como o regionalismo, que fazem por colocar aquilo na defesa e promoção dos elementos da própria cultura. Ademais, soma-se uma literatura mais ligada ao povo, com personagens mais populares e maior difusão que a anterior. A origem social muda pouco a pouco e já há maior variedade nas classes sociais e considerações políticas dos escritores dessa época.

## O regionalismo asturiano
Coincidindo com o desenvolvimento do pensamento regionalista na política asturiana, faz-se conhecer um grupo de escritores que sentem feridos os direitos do labor poético de Cuesta e Acebal. São os poetas Pepín de Pría Nel y Flor y La fonte del cai, Constantino Cabal L'alborá de los malvises, Marta Balbín, Constantino Cabal ou Daniel Albuerne e os dramaturgos Pachín de Melás, Eloy Fernández Caravera ou Fabricio.
Esse grupo forma em 1919 uma ‘’Real Academia Asturiana d'Artes y Lletres’’, que não  terá nenhuma operacionalidade.
Destaca-se também Enrique García-Rendueles pela elaboração de um dicionário, uma nova gramática e a recopilação de uma antologia: Los Nuevos Bablistas’’ (1925), além de uma obra extensa.
Mas sem dúvida, é Fernán Coronas o mais destacado escritor da época e para muitos de toda a literatura asturiana, frei oblato que viaja por toda Europa aprendendo línguas antigas e modernas ao mesmo tempo em que reúne uma considerável cultura. As duas últimas décadas de sua vida são dedicadas ao estudo do asturiano, recolhendo dados para um dicionário geral, fazendo outro de rimas, uma gramática, e compondo muitos poemas que até hoje continuam, na sua maior parte, inéditos. Com ele começa o século XX para a literatura asturiana.

### León
É no primeiro terço do século XX quando começa a literatura escrita em asturiano em León. Assim, em 1907 Caitán Álvarez Bardón, primeiro autor leonês, publica Cuentos en Dialecto Leonés. É um autor muito venceyáu ao clima literário e cultural das Astúrias e pelos temas vem a coincidir com a linha bucólica que era majoritária nessa época. O livro é um conjunto de relatos, anedotas e histórias das gentes das localidades de Cepeda e Óbrigu.

### Miranda
Nessa época há dois importantes autores mirandeses, ambos padres: Manuel Preto (São Martinho de Angueira, 1914 – Lisboa, 1983) e António Maria Mourinho (Sendim, 1917 – Loures, 1996), esse último marca tanto esse período tempo até o ponto em que língua e cultura mirandeses confundem-se na sua pessoa de tão importante o papel que desempenhou. Com esses dois autores, pode-se dizer que começa uma literatura de raiz mirandesa feita por autores mirandeses e com temas mirandeses, distante das traduções e cópias de Camões. A poesia é o terreno onde mais abundante é sua produção.
De Manuel Preto se conhece apenas um livro de poesia intitulado Bersos Mirandeses escrito em sua maior parte de 1960 em diante e publicado em 1993, que transmite os queixumes do povo mirandês:
You nun sou you/.../Sou la boç de la tierra an que naci i me criei//Toda la tristeza/De la gente mirandesa/Ye mar que m’antrou n’alma/I me roubou la calma/Sin modo nin lei!//Sou la boç de Miranda/(Cumo un pobrezico, roto, muorto, sfameado,/Que pide un cacho de pan, un palheiro, ua croa)/A gritar para Lisboa:/”’Ah que dal rei! Ah que dal Rei!’
A poesia de António Maria Mourinho é uma epopéia de caráter naturalista que se  enlaça de alguma maneira com a prosa de Cesar Rubín, primeiro romancista em asturiano que conclui o primeiro romance em 1935. É uma literatura saudosista da infância que é bem focada pelo poema Antraugas ou pelo poema Eilhi naci you. Nuossa Alma Nuossa Tierra é o livro que reúne em 1961 seus melhores poemas, ainda que sua obra seja muito rica e permeada de bucolismo.

### Origem social e difusão
A literatura liga-se mais ao povo e a base social dos autores abre-se dessa forma. Auxiliam na defesa dos traços de identidade cultural e ficam mais voltados ao pensamento político nacionalista.

## O século XX (Antes da Guerra Civil Espanhola)
A literatura asturiana, após o auge do regionalismo, continua engessada nos mesmos temas de costumes e perde o apoio do público, apartando-se dele. Autores dessa época (Xiquín de Villaviciosa, Matías Conde ou Laudelino Leon) não alcançam a categoria de seus predecessores nem sua boa acolhida. Outros autores como Ánxelu acercam a literatura às classes populares ainda mais devido à sua própria origem.
A literatura agora se faz totalmente popular e a escrevem mineiros e agricultores, com tipos de personagens populares e próximos ao mundo rural para o qual nunca deixou de olhar, mas que olha agora de maneira completa. É o teatro o gênero que mais vai se desenvolver e é uma época onde as peças de teatro editavam-se e reeditavam-se além de serem vistas por muitas pessoas nas representações. Um teatro popular asturiano ligado ao que é o teatro tradicional e de origem social operário ou camponês.

## O século XX (Depois da Guerra Civil Espanhola)
A Guerra Civil na Espanha supôs uma ruptura política, social, econômica e cultural. A literatura asturiana continua sendo humorística, ruralizante e desconectada de uma realidade social cada vez mais industrial e urbana. Por outro lado, alguns autores dos anos 1960 tentaram superar a tradicional descrição dos costumes, destacam-se ente eles:
Maria Xosefa Canellada
Poeta e narradora de curta, mas intensa obra, torna público em 1980 Montesín o primeiro livro juvenil e em 1990 o romance curto Malia, Mariantia y yo.
Nené Losada Rico
Sua obra bebe na tradição oral e compõe Cantares Valdesanos e torna público também os conjuntos de poemas Entre apigarzos, El nome de las cousas e a antologia Fueyas que reverdecen.
Há abundante produção a partir o exílio e a produzida nas Astúrias se vê obrigada a adiar sua edição até o advento da democracia pós-franquista depois de 1976 com o despertar da consciência asturianista.

## OSurdimientu(Surgimento)
A aparição do Conceyu Bable nas Astúrias em 1974, o movimento pró-língua (pró-oficialidade) que ao término da ditadura e também durante a transição vive-se nas Astúrias e de maneira muito especial no âmbito universitário, com o surgimento nos anos setenta do Nuevu canciu Astur perfazendo uma etapa de desenvolvimento e ruptura total para a literatura asturiana, que iguala em número de autores que estão a escrever com todos os que escreveram anteriormente. Renovando totalmente os temas, tocando a política, o amor, o erotismo na poesia, e adquirindo grande relevância o romance e os contos, ampliando-se assim, de maneira rica, as traduções de obras em outras línguas. Dessa etapa que muitos críticos insistem em dividir em "El primer surdimientu" e "El segundu surdimientu" destacam-se nomes como Manuel Asur, Xuan Xosé Sánchez Vicente, Xuan Bello, Ana Vanessa Gutiérrez, Berta Piñán, Xandru Fernández.
Atualmente a literatura abre-se a muitos campos, tanto na vertente popular quanto nas vertentes cultas ou experimentais